# فدریکا بیگی
فدریکا بیگی یک دیپلمات و سیاستمدار اهل سان مارینو است. او از سال ۲۰۰۹ وزیر امور خارجه و سیاسی سان مارینو است. بیگی قبلاً به عنوان سفیر و نماینده دائم سان مارینو در دفتر سازمان ملل متحد در ژنو، و همچنین به عنوان سفیر سان مارینو در لتونی خدمت کرده است.
بیگی به راحتی فرانسوی صحبت می کند.